# Pesi superleggeri

Patrizio Oliva durante la vittoriosa difesa del titolo mondiale WBA dei superleggeri contro il messicano Rodolfo "Gato" González. Agrigento, 10 gennaio 1987

I Pesi superleggeri (anche pesi welter leggeri o pesi welter junior) sono una categoria di peso del pugilato.
Tra i dilettanti, la categoria è stata istituita a partire dai giochi di Helsinki.

## Limiti di peso
Nel pugilato moderno il peso dei contendenti non deve superare:
- professionisti: 140 libbre (63,50 kg)
- dilettanti: 64 kg

## Campioni professionisti

### Uomini
Dati aggiornati al 7 maggio 2023. Fonte: BoxRec.
| Federazione | Dal | Campione       | Record         | Difese | Prossimo incontro | Sfidante (record)             |
| ----------- | --- | -------------- | -------------- | ------ | ----------------- | ----------------------------- |
| WBA         | 20 agosto 2022 | Alberto Puello | 21-0-0 (10 KO) | 0      |                   |                               |
| WBA         | AD INTERIM VACANTE - Prossimo incontro (13 maggio 2023): Rolando Romero (24-3-2; 22 KO) vs Ismael Barroso (24-3-2; 22 KO) |                |                |        |                   |                               |
| WBA         | - Il 27 maggio 2023 la Premier Boxing Champions ha comunicato che la sfida tra il campione WBA, il dominicano Alberto Puello, e lo statunitense Rolando Romero si terrà il 13 maggio 2023 a Las Vegas. Puello è alla sua prima difesa del titolo WBA, conquistato il 20 agosto 2022 battendo per split decision il pugile uzbeko Batyr Akhmedov (anche se la corona in quel momento era vacante, dato che il precedente campione, Josh Taylor, aveva rinunciato al titolo). Rolando Romero è al suo primo combattimento nei superleggeri, provenendo da una sconfitta subita per mano di Gervonta Davis il 28 maggio 2022, in un incontro valido per il titolo WBA regular dei pesi leggeri. - Il 12 aprile 2023, la WBA ha comunicato che lo stesso 13 maggio 2023 si terrà anche un incontro eliminatorio per determinare un nuovo sfidante obbligatorio: i due pugili coinvolti in questa sfida sono l'uzbeko (di passaporto ucraino) Botirzhon Akhmedov e lo statunitense Kenneth Sims Jr. - Il 19 aprile 2023 la Voluntary Anti-Doping Association ha comunicato di aver trovato positivo al clomifene il campione Alberto Puello, che in tal modo non potrà difendere il suo titolo WBA contro Rolando Romero. Se anche la controanalisi risulterà positiva, a Puello verrà rimosso il titolo WBA. In conseguenza della positività al doping di Puello, la WBA ha comunicato che il 13 maggio 2023 Rolando Romero sfiderà Ismael Barroso per il titolo ad interim. |                |                |        |                   |                               |
| WBC         | 26 novembre 2022 | Regis Prograis | 28-1-0 (24 KO) | 0      |                   |                               |
| WBO         | 22 maggio 2021 | Josh Taylor    | 19-0-0 (13 KO) | 1      | 10 giugno 2023    | Teofimo Lopez (18-1-0; 13 KO) |
| WBO         | Incontro eliminatorio (da definire): Liam Paro (23-0-0; 14 KO) vs José Ramírez (28-1-0; 18 KO) |                |                |        |                   |                               |
| WBO         | - Il 28 aprile 2023 è stato reso noto che Arnold Barboza Jr. non parteciperà più all'incontro eliminatorio contro l'australiano Liam Paro, a causa di divergenze nella borsa per l'incontro. Il 3 maggio 2023, la WBO ha comunicato che il nuovo avversario di Liam Paro sarà José Ramírez, ex-campione WBC e WBO di categoria. |                |                |        |                   |                               |
| IBF         | 25 febbraio 2023 | Subriel Matías | 19-1-0 (19 KO) | 0      |                   |                               |
| IBF         | Il 25 febbraio 2023, Subriel Matías ha conquistato il titolo IBF superleggeri (in quel momento vacante) battendo Jeremias Ponce, costretto al ritiro dopo il "getto della spugna" del suo angolo al termine della 5ª ripresa. |                |                |        |                   |                               |

### Donne
Dati aggiornati al 13 marzo 2023. Fonte: BoxRec.
| Federazione | Dal | Campione          | Record        | Difese | Prossimo incontro | Sfidante (record)           |
| ----------- | --- | ----------------- | ------------- | ------ | ----------------- | --------------------------- |
| WBA         | 5 novembre 2022 | Chantelle Cameron | 17-0-0 (8 KO) | 0      | 20 maggio 2023    | Katie Taylor (22-0-0; 6 KO) |
| WBA         | L'11 marzo 2023 è stata ufficializzata la sfida tra Chantelle Cameron e Katie Taylor, campionessa indiscussa dei pesi leggeri. La sfida, che si terrà il 20 maggio 2023 presso la 3Arena di Dublino (ovvero in casa di Katie Taylor, che per la prima volta da professionista combatterà nel suo paese natale), avrà però valenza per il titolo dei pesi superleggeri, quindi Katie Taylor salirà di categoria e, indipendentemente dal risultato, manterrà i titoli dei pesi leggeri. L'incontro è stato organizzato per sostituire la nuova sfida tra l'irlandese Taylor e la cubana Amanda Serrano, la quale si era dovuta ritirare a causa di un infortunio alla mano. Non è la prima volta che Katie Taylor combatte nei pesi superleggeri, dato che nel 2019 aveva conquistato il titolo WBO battendo Christina Linardatou. Chantelle Cameron ha combattuto l'ultima volta nel novembre 2022, quando ad Abu Dhabi ha battuto Jessica McCaskill, diventando in tal modo campionessa indiscussa dei pesi superleggeri. L'ultimo incontro per Katie Taylor è stato nell'ottobre 2022, nella sua vittoriosa difesa dei suoi titoli dei pesi leggeri contro Karen Elizabeth Carabajal. |                   |               |        |                   |                             |
| WBC         | 4 ottobre 2020 | Chantelle Cameron | 17-0-0 (8 KO) | 4      | 20 maggio 2023    | Katie Taylor (22-0-0; 6 KO) |
| WBC         | L'11 marzo 2023 è stata ufficializzata la sfida tra Chantelle Cameron e Katie Taylor, campionessa indiscussa dei pesi leggeri. La sfida, che si terrà il 20 maggio 2023 presso la 3Arena di Dublino (ovvero in casa di Katie Taylor, che per la prima volta da professionista combatterà nel suo paese natale), avrà però valenza per il titolo dei pesi superleggeri, quindi Katie Taylor salirà di categoria e, indipendentemente dal risultato, manterrà i titoli dei pesi leggeri. L'incontro è stato organizzato per sostituire la nuova sfida tra l'irlandese Taylor e la cubana Amanda Serrano, la quale si era dovuta ritirare a causa di un infortunio alla mano. Non è la prima volta che Katie Taylor combatte nei pesi superleggeri, dato che nel 2019 aveva conquistato il titolo WBO battendo Christina Linardatou. Chantelle Cameron ha combattuto l'ultima volta nel novembre 2022, quando ad Abu Dhabi ha battuto Jessica McCaskill, diventando in tal modo campionessa indiscussa dei pesi superleggeri. L'ultimo incontro per Katie Taylor è stato nell'ottobre 2022, nella sua vittoriosa difesa dei suoi titoli dei pesi leggeri contro Karen Elizabeth Carabajal. |                   |               |        |                   |                             |
| WBO         | 5 novembre 2022 | Chantelle Cameron | 17-0-0 (8 KO) | 0      | 20 maggio 2023    | Katie Taylor (22-0-0; 6 KO) |
| WBO         | L'11 marzo 2023 è stata ufficializzata la sfida tra Chantelle Cameron e Katie Taylor, campionessa indiscussa dei pesi leggeri. La sfida, che si terrà il 20 maggio 2023 presso la 3Arena di Dublino (ovvero in casa di Katie Taylor, che per la prima volta da professionista combatterà nel suo paese natale), avrà però valenza per il titolo dei pesi superleggeri, quindi Katie Taylor salirà di categoria e, indipendentemente dal risultato, manterrà i titoli dei pesi leggeri. L'incontro è stato organizzato per sostituire la nuova sfida tra l'irlandese Taylor e la cubana Amanda Serrano, la quale si era dovuta ritirare a causa di un infortunio alla mano. Non è la prima volta che Katie Taylor combatte nei pesi superleggeri, dato che nel 2019 aveva conquistato il titolo WBO battendo Christina Linardatou. Chantelle Cameron ha combattuto l'ultima volta nel novembre 2022, quando ad Abu Dhabi ha battuto Jessica McCaskill, diventando in tal modo campionessa indiscussa dei pesi superleggeri. L'ultimo incontro per Katie Taylor è stato nell'ottobre 2022, nella sua vittoriosa difesa dei suoi titoli dei pesi leggeri contro Karen Elizabeth Carabajal. |                   |               |        |                   |                             |
| IBF         | 30 ottobre 2021 | Chantelle Cameron | 17-0-0 (8 KO) | 2      | 20 maggio 2023    | Katie Taylor (22-0-0; 6 KO) |
| IBF         | L'11 marzo 2023 è stata ufficializzata la sfida tra Chantelle Cameron e Katie Taylor, campionessa indiscussa dei pesi leggeri. La sfida, che si terrà il 20 maggio 2023 presso la 3Arena di Dublino (ovvero in casa di Katie Taylor, che per la prima volta da professionista combatterà nel suo paese natale), avrà però valenza per il titolo dei pesi superleggeri, quindi Katie Taylor salirà di categoria e, indipendentemente dal risultato, manterrà i titoli dei pesi leggeri. L'incontro è stato organizzato per sostituire la nuova sfida tra l'irlandese Taylor e la cubana Amanda Serrano, la quale si era dovuta ritirare a causa di un infortunio alla mano. Non è la prima volta che Katie Taylor combatte nei pesi superleggeri, dato che nel 2019 aveva conquistato il titolo WBO battendo Christina Linardatou. Chantelle Cameron ha combattuto l'ultima volta nel novembre 2022, quando ad Abu Dhabi ha battuto Jessica McCaskill, diventando in tal modo campionessa indiscussa dei pesi superleggeri. L'ultimo incontro per Katie Taylor è stato nell'ottobre 2022, nella sua vittoriosa difesa dei suoi titoli dei pesi leggeri contro Karen Elizabeth Carabajal. |                   |               |        |                   |                             |

## Professionisti
Alcuni tra i migliori rappresentanti della categoria sono stati:
- Bruno Arcari
- Wilfred Benítez
- Jack Kid Berg
- Tony Canzoneri
- Antonio Cervantes
- Julio César Chávez
- Juan Martín Coggi
- Óscar de la Hoya
- Arturo Gatti
- Nicolino Locche
- Duilio Loi
- Floyd Mayweather, Jr.
- Patrizio Oliva
- Carlos Ortiz
- Eddie Perkins
- Aaron Pryor
- Barney Ross
- Sandro Lopopolo

## Campioni olimpici
- 1936 –  Franco Nenci
- 1952 –  Charles Adkins
- 1956 –  Vladimir Yengibaryan
- 1960 –  Bohumil Nemeček
- 1964 –  Jerzy Kulej
- 1968 –  Jerzy Kulej
- 1972 –  Ray Seales
- 1976 –  Ray Leonard
- 1980 –  Patrizio Oliva
- 1984 –  Jerry Page
- 1988 –  Vyacheslav Yanovski
- 1992 –  Héctor Vinent
- 1996 –  Héctor Vinent
- 2000 –  Mahammatkodir Abdoollayev
- 2004 –  Manus Boonjumnong
- 2008 –  Manuel Félix Díaz
- 2012 –  Roniel Iglesias Sotolongo
- 2016 –  Fazliddin G'oibnazarov